# Уяли (Чаглінський сільський округ)
Уяли́ (каз. Ұялы) — село у складі Зерендинського району Акмолинської області Казахстану. Входить до складу Чаглінського сільського округу.
Населення — 148 осіб (2021; 217 у 2009, 288 у 1999, 365 у 1989).
Національний склад станом на 1989 рік:
- казахи — 100 %.